# (11408) Zahradník
(11408) Zahradník – planetoida z grupy pasa głównego asteroid okrążająca Słońce w ciągu 5 lat i 234 dni w średniej odległości 3,17 j.a. Została odkryta 13 marca 1999 roku w Obserwatorium w Ondřejovie przez Lenkę Šarounovą. Nazwa planetoidy pochodzi od Rudolfa Zahradníka (ur. 1928), współzałożyciela czeskiej szkoły chemii kwantowej, założyciela i pierwszego prezesa Towarzystwa Naukowego w Republice Czeskiej (1994-1997) oraz pierwszego prezesa Czeskiej Akademii Nauk (1993-2001). Przed jej nadaniem planetoida nosiła oznaczenie tymczasowe (11408) 1999 EG3.